# حركة (تجويد)

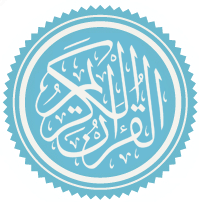

معنى الحركة في علم التجويد يأتي حسب السياق. عندما تأتي كلمة الحركة كمقدار فالمعني بها هنا وحدة القياس الزمنية لنطق الحرف، وتستخدم الحركات في تنظيم نطق بعض الأحكام مثل المدود والغنة، عندما تأتي كلمة الحركة كحالة للحرف فهي تعني تشكيل الحرف إن كان فتحًا أو ضمًّا أو كسرًا.

## تعريف
تقدر الحركة الواحدة بزمن نطق حرف متحرك واحد، وهذا نسبي حسب سرعة القارئ (تحقيق (ترتيل) - تجويد - حدر).

## مقياس المبتدئين
يتم تعليم الصغار كيفية تقدير الحركات بأنه الزمن اللازم لقبض الإصبع أو بسطه.

## عدد الحركات

### الحرف المتحرك
الحرف المتحرك يستغرق زمنًا يعادل حركة واحدة ولكن تختلف بعض الحروف عن بعضها بالزمن عند السكون فأطولها الحروف الرخوة كالضاد وأقصرها حروف الشدة كالألف.

### المد الطبيعي
إطالة النطق بإحدى حروف العلة الثلاث (الألف - الواو - الياء) عند وجود مناسبة من حركة الحرف التي قبلها (الفتحة - الكسرة - الضمة) بحيث تستغرق زمنًا محددًا مقداره حركتين أي الزمن اللازم لنطق حرفين متتاليين متحركين.

### المدود الأخرى
يوجد مدود بمقدار أربع وخمس وست حركات بعضها واجب وبعضها يخير القارئ

## ضبط الحركات
موازين ضبط و إتمام الحركات
- ميزان بصري:
  - لإتمام حركة الفتحة فتح ما بين الفكين عند النطق بالحرف المفتوح كما ينطق بالألف، مع تصعد الصوت إلى الحنك الأعلى و فتح مخرج الجوف.
  - لإتمام حركة الضمة ضم الشفتين عند النطق بالحرف المضموم كما ينطق بالواو، ضم الشفاه.
  - لإتمام الكسرة خفض الفك الأسفل عند النطق بالحرف المكسور كهيئة النطق بالياء.

- ميزان سمعي:
  - بما أن الفتحة هي ألف قصيرة فإذا أطلنا صوتها يجب أن ينتج عنها ألف صحيحة
  - وبما أن الضمة هي واو قصيرة فإذا أطلنا صوتها يجب أن ينتج عنها واو عربية (وليس حرف o اللاتيني)
  - وبما أن الكسرة هي ياء قصيرة فإذا أطلنا صوتها يجب أن ينتج عنها ياء عربية (وليس حرف e اللاتيني)

وَكُـلُّ مَضْمُـومٍ فَلَـنْ يَتِـمَّا .. إِلَّا بِـضَـمِّ الشَّفَتَـيْنِ ضَـمَّـا
وَذُو انْخِفَاضٍ بِانْخِفَاضٍ لِلْفَـمِ .. يَتِـمُّ وَالْمَفْتُوحُ بِالْفَتْـحِ افْهَـمِ
إِذِ الْحُرُوفُ إِنْ تَكُنْ مُحَرَّكَـهْ .. يَشْرَكُهَا مَخْرَجُ أَصْلِ الْحَـرَكَهْ
أَيْ مَخْرَجُ الْوَاوِ وَمَخْرَجُ الْأَلِفْ .. وَالْيَاءُ فِي مَخْرَجِهَا الَّذِي عُـرِفْ
فَإِنْ تَـرَ الْقَارِئَ لَـنْ تَنْطَبِقَا .. شِفَاهُـهُ بِالضَّمِّ كُـنْ مُحَقِّـقَا
بِأَنَّـهُ مُنْتَـقِـصٌ مَـا ضَـمَّ .. وَالْـوَاجِبُ النُّـطْقُ بِـهِ مُتَمَّـا
كَذَاكَ ذُو فَتْحٍ وَذُو كَسْرٍ يَجِبْ .. إِتْـمَامُ كُـلٍّ مِنْهُمَا افْهَمْهُ تُصِبْ
فَالنَّقْصُ فِي هَـذَا لَـدَى التَّأَمُّلِ .. أَقْبَحُ فِي الْمَعْنَى مِنَ اللَّحْنِ الْجَلِي